# Vietnam International 2007
Die Vietnam International 2007 im Badminton fanden vom 23. bis zum 27. Mai 2007 statt.

## Sieger und Platzierte
| Disziplin    | Gold                           | Silber                     | Bronze                                 |
| ------------ | ------------------------------ | -------------------------- | -------------------------------------- |
| Herreneinzel | Tan Chun Seang                 | Ari Yuli Wahyu Hartanto    | Roslin Hashim                          |
| Herreneinzel | Tan Chun Seang                 | Ari Yuli Wahyu Hartanto    | Chan Kwong Beng                        |
| Dameneinzel  | Tracey Hallam                  | Maria Elfira Christina     | Zhou Mi                                |
| Dameneinzel  | Tracey Hallam                  | Maria Elfira Christina     | Kim Moon-hi                            |
| Herrendoppel | Mohammad Ahsan Bona Septano    | Cho Gun-woo Yoo Yeon-seong | Nitipong Saengsila Patapol Ngernsrisuk |
| Herrendoppel | Mohammad Ahsan Bona Septano    | Cho Gun-woo Yoo Yeon-seong | Azrihanif Azahar Goh Ying Jin          |
| Damendoppel  | Yulianti CJ Richi Puspita Dili | Ha Jung-eun Kim Min-jung   | Chau Hoi Wah Louisa Koon Wai Chee      |
| Damendoppel  | Yulianti CJ Richi Puspita Dili | Ha Jung-eun Kim Min-jung   | Woon Khe Wei Goh Liu Ying              |
| Mixed        | Tri Kusharyanto Tetty Yunita   | Tontowi Ahmad Yulianti CJ  | Yoo Yeon-seong Ha Jung-eun             |
| Mixed        | Tri Kusharyanto Tetty Yunita   | Tontowi Ahmad Yulianti CJ  | Lim Khim Wah Ng Hui Lin                |